# Record (singolo)
Record è un singolo del cantautore italiano Mameli, pubblicato il 15 maggio 2020 come terzo estratto dal primo album in studio Amarcord.

## Descrizione
Il brano, scritto e prodotto dallo stesso cantautore, esplora il conflitto interiore e le emozioni contrastanti di una persona che vive una relazione incerta e spontanea.

## Tracce
Testi e musiche di Mario Castiglione.
1. Record – 3:16